# Emine Kara
Pour les articles homonymes, voir Kara.
Emine Kara est une combattante et militante kurde, née en 1974 à Hilal en Turquie et morte le 23 décembre 2022 à Paris en France. Sous le nom de guerre « Evîn Goyî », elle combat pendant trente ans auprès du PKK.
Originaire du Kurdistan turc, elle fuit le pays pour le Kurdistan irakien après le massacre de son village en 1994. Elle rejoint la cause kurde en 1988. En 2014, depuis la région autonome du Rojava, elle participe aux combats contre l'État islamique sous l'étendard des YPJ. Blessée à Raqqa, elle rejoint en 2019 l'Europe pour y être soignée.
En France, elle participe à la construction du mouvement kurde international, notamment en présidant le Mouvement des femmes kurdes en France. Elle est tuée lors de l'attaque contre le Centre culturel kurde Ahmet-Kaya à Paris.

## Biographie
Emine Kara naît en 1974 dans le Kurdistan turc, à Hilal, province de Şırnak. Elle est le quatrième enfant d'une fratrie de cinq. Sa famille fuit pour l'Irak en mai 1994, après l'incendie et le massacre des hommes du village. Au Kurdistan irakien, ils s'installent pendant quatre ans au camp de réfugiés de Zakho puis dans celui de Makhmur, où sa famille réside toujours en 2022. Emine Kara y enseigne le kurde.

### Engagement au Kurdistan
Engagée auprès de la cause kurde à partir de 1988, Emine Kara combat et milite pendant trente ans au Kurdistan, dans l'ensemble des régions turque, irakienne, syrienne et iranienne,. En 2014, en tant qu'enseignante, elle rejoint le Rojava, administration autonome formée au Kurdistan syrien par le PYD, parti proche du PKK turc, au cours de la guerre civile syrienne. Selon le magazine français Le Point, elle est auxiliaire occasionnelle des Unités de protection de la femme (YPJ), branche armée féminine du PYD. Elle participe à la lutte armée contre l'État islamique (EI), à Kobané et à la reconquête de Raqqa.

### Exil en France
Blessée sur le front de Raqqa, Emine Kara part en 2019, après la chute de l'État islamique, se faire soigner en Europe, d'abord à Paris, puis onze mois en Allemagne pour se faire opérer, avant de revenir en France en septembre 2020. Elle ne parle pas le français et exerce le métier d'enseignante. Elle effectue une demande d'asile, mais celle-ci lui est refusée par l'OFPRA en février 2022, refus confirmé par la Cour nationale du droit d'asile en août. Un pourvoi en cassation était prévu.
À Paris, elle poursuit son engagement, devient présidente du Mouvement des femmes kurdes en France et a des responsabilités internationales. Elle bénéficie alors, selon Libération, d'une reconnaissance et d'une aura d'« héroïne » au sein de la diaspora kurde européenne. Le Monde rapporte également qu'elle acquiert par son travail militant une notoriété dans les cercles féministes français. Lors des derniers mois de son mandat, elle s'investit dans le soutien au mouvement iranien consécutif à la mort de Mahsa Amini. Plusieurs militantes kurdes lui attribue la création ou la popularisation du slogan Femme, Vie, Liberté, utilisé par la branche féminine du BDP,. Entre autres, elle est à l'initiative des manifestations de soutien organisées à Paris.

### Mort
Emine Kara est assassinée le 23 décembre 2022 à Paris lors d'une attaque contre le Centre culturel kurde Ahmet-Kaya perpétrée par un homme se revendiquant raciste. Elle devait participer à une réunion de préparation de la marche commémorative du dixième anniversaire du triple assassinat des militantes du PKK Fidan Doğan, Sakine Cansız et Leyla Söylemez en janvier 2013, réunion reportée au dernier moment. Deux autres hommes kurdes, réfugiés politiques, Mîr Perwer, chanteur, et Abdulrahman Kizil sont tués. Ils sont tous trois considérés comme des « martyrs » kurdes.
Dix mille personnes, venues de France et d'Europe, assistent aux funérailles d'Emine Kara, le 3 janvier à Villiers-le-Bel,. Emine Kara est inhumée quelques jours après au Kurdistan irakien. Plusieurs milliers de personnes marchent aussi à Paris en décembre et en janvier, ou à Hassaké.